# Etiopien ved sommer-OL 2024
Etiopien deltog ved Sommer-OL 2024 i Paris, som blev arrangeret i perioden 26. juli til 11. august 2024.
Udøvere fra Etiopien vandt tilsammen fire medaljer, hvoraf én guld og tre sølv.

## Medaljer
| 2024 Paris | Guld | Sølv | Bronze | Total |
| Etiopien   | 1    | 2    | 5      | 8     |

### Medaljevinderne
| Etiopien under sommer-OL 2024 i Paris | Etiopien under sommer-OL 2024 i Paris | Etiopien under sommer-OL 2024 i Paris | Etiopien under sommer-OL 2024 i Paris | Etiopien under sommer-OL 2024 i Paris |
| Medalje                               | Navn                                  | Sport                                 | Event                                 | Dato                                  |
| ------------------------------------- | ------------------------------------- | ------------------------------------- | ------------------------------------- | ------------------------------------- |